# Mangifera rufocostata
Mangifera rufocostata (tên bản xứ là Asem Kiat) là một loài của thực vật thuộc họ Anacardiaceae. Loài này có ở Indonesia và Malaysia.